# Alumni Athletic Club
L'Alumni Athletic Club è stata una società calcistica argentina con sede nella città di Buenos Aires, fondata nel 1898 e sciolta nel 1913. Era la squadra di calcio della Buenos Aires English High School, istituto fondato nel 1882 da Alexander Watson Hutton: a decidere di creare la compagine furono lo stesso Watson Hutton e gli alunni della scuola. Affiliatasi alla Argentine Association Football League nel 1899, partecipò alla seconda divisione e giunse alla Copa Campeonato l'anno seguente; dal 1900 al 1911 la squadra vinse 10 titoli nazionali, divenendo pertanto uno dei club più importanti della storia del calcio argentino.

## Storia

### La fondazione della BAEHS e gli inizi dell'attività calcistica

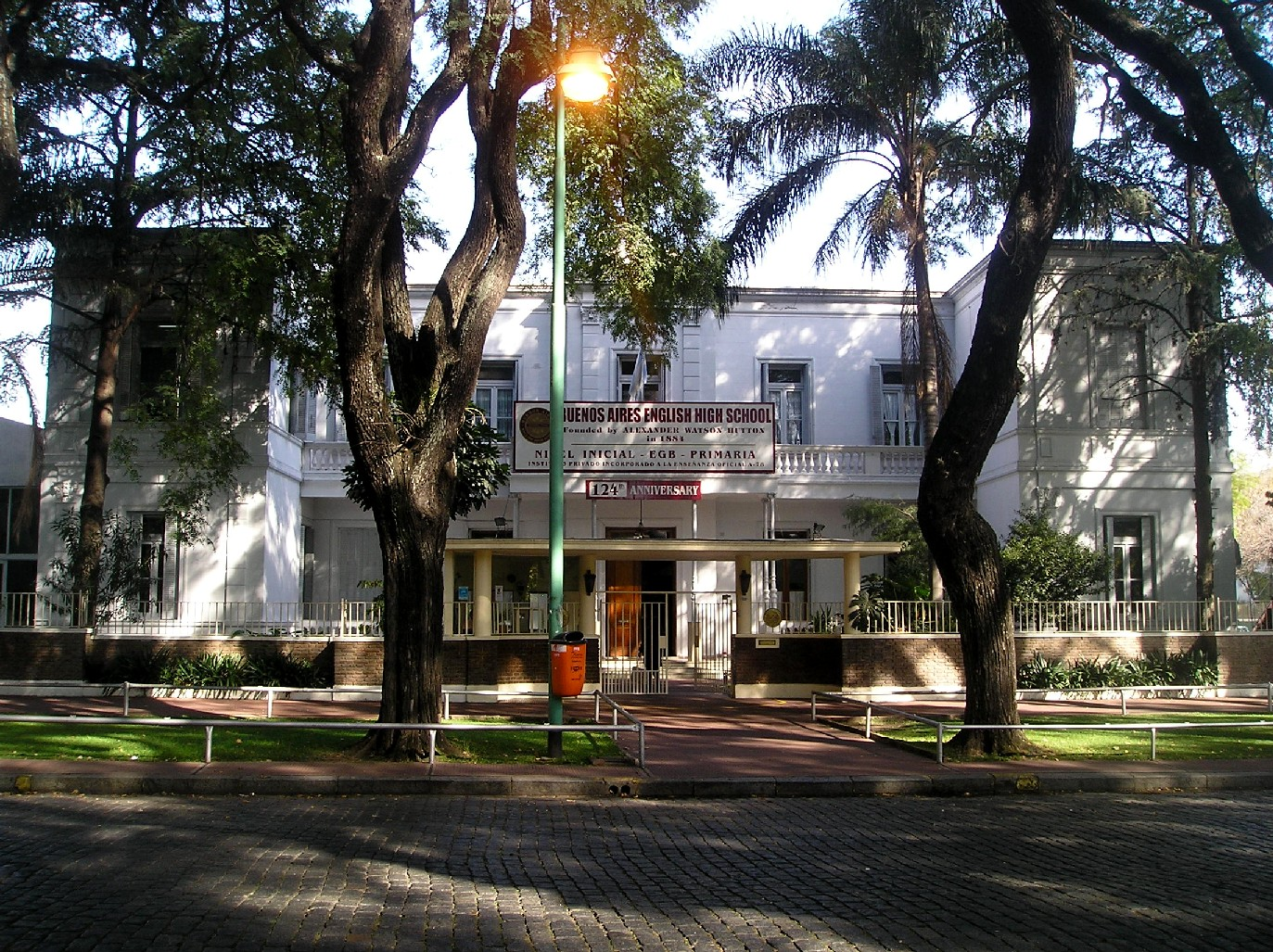
La Buenos Aires English High School, situata a Belgrano, quartiere di Buenos Aires

Il 25 febbraio 1882 arrivò a Buenos Aires lo scozzese Alexander Watson Hutton, considerato il padre del calcio argentino; laureato all'Università di Edimburgo, era giunto nella Capitale argentina per lavorare come direttore nella Saint Andrew's Scots School. Poco tempo dopo il professore britannico decise di lasciare l'istituto, che a suo parere non curava abbastanza l'aspetto sportivo dell'istruzione, che egli invece riteneva fondamentale. Conseguentemente, fondò una scuola, la Buenos Aires English High School (BAEHS), così da poter mettere in pratica le sue idee riguardo alla corretta educazione dei ragazzi: il 1º febbraio essa aprì ufficialmente. Interessato al gioco del calcio, Watson Hutton rese tale sport la principale attività ricreativa della scuola: il primo incontro calcistico d'Argentina si era tenuto il 20 giugno 1867 ad opera di Thomas Hogg, ma nel periodo successivo il calcio non si era diffuso molto. Per ovviare a ciò Watson Hutton contattò William Waters perché insegnasse educazione fisica nel suo istituto. Waters partecipò attivamente sia all'insegnamento che alla pratica del calcio, e fu uno dei principali promotori dell'attività: fu di fatto (secondo alcuni autori) colui che, nel 1886, aveva portato il primo vero pallone da calcio in Argentina.

### Il primo torneo ufficiale

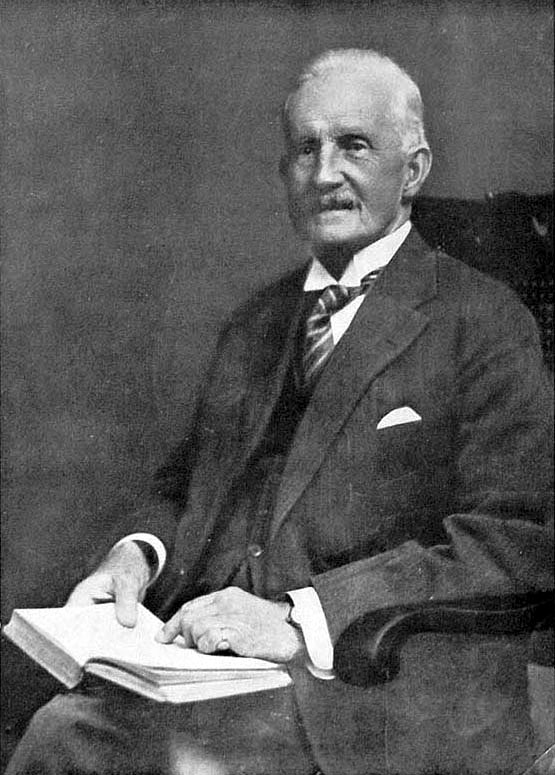
Alejandro Watson Hutton, fondatore della Buenos Aires English High School

Nel 1890 il calcio nella Capitale non era regolamentato da alcuna associazione, ma in molte scuole, tra cui Buenos Aires English High School, Saint Andrew's Scots School, Flores Colegiate, Flores English College, Old Caledonians Football Club, Saint John's Football Club, Scotch Club e Buenos Aires Football Club, esso veniva praticato regolarmente. L'anno seguente Alec Lamont, del Saint Andrew's diede impulso alla creazione di un campionato. Venne dunque creata la prima federazione, la Association Argentine Football League, al cui campionato parteciparono sei squadre: Saint Andrew's Scots School, Old Caledonians, Buenos Aires al Rosario Railway, Belgrano Football Club e Buenos Aires Football Club. La English High School non vi prese parte, ma Watson Hutton fu chiamato per dirigere alcuni incontri in qualità di arbitro. Il torneo terminò tra alcune polemiche, e la federazione venne sciolta: nel 1893 fu lo stesso Alexander Watson Hutton a creare una federazione calcistica, la Argentine Association Football League (AAFL), quasi omonima della precedente e antenata della Asociación del Fútbol Argentino. Nello stesso anno l'istituto cambiò nome in English High School, e con tale denominazione partecipò ai campionati 1893 e 1895. Nel primo di essi, che contava cinque partecipanti, la squadra si classificò quarta, raccogliendo 4 punti: a vincere fu il Lomas Athletic. Nonostante molti dati siano assenti, è noto che l'English High School ottenne una vittoria contro il Buenos Aires al Rosario Railway, 2 pareggi con il Quilmes (2-2) e Buenos Aires al Rosario Railway e 5 sconfitte contro Lomas (due partite), Flores (di cui una per 2-0) e Quilmes. La English High School decise di non iscriversi alla Copa Campeonato 1894, dato che alcuni alunni si erano trasferiti al Lobos Athletic Club, fondato nel 1892 nell'omonima città.

### Il torneo del 1895 e la creazione del "Club Atlético"
Nella Copa Campeonato 1895 la squadra tornò, chiudendo in ultima posizione. Fino al 1900 la English High School non tornò in massima serie: molti dei suoi allievi decisero pertanto di giocare in altre società. Il 18 aprile 1898 il Ministero della Giustizia e della Pubblica Istruzione (Ministerio de Justicia e Instrucción Pública) decretò che l'educazione fisica doveva essere obbligatoriamente insegnata nelle scuole argentine, specificando inoltre che ogni istituto doveva formare una propria squadra composta da allievi o ex allievi. Aderendo a quanto disposto dall'articolo 16, il 3 ottobre venne fondato il Club Atlético English High School, in cui furono riuniti studenti (anche già diplomati) e professori. La scuola acquistò un appezzamento di terreno a Coghlan, nelle vicinanze della stazione ferroviaria, in modo da poter disporre di un campo sportivo dove svolgere le attività.

### La stagione in Segunda División
Nel 1899 la AAFL istituì la seconda serie: a essa venne iscritto l'Alumni, che giunse secondo a un punto dal vincitore, il Banfield. Nel 1900 il club decise di fare ritorno in prima divisione, e per far ciò reintegrò nei suoi ranghi i giocatori che si erano trasferiti al Lobos Athletic e al Lanús Athletic: dal primo arrivarono Walter Buchanan, Juan McKechnie e Guillermo ed Heriberto Jordan; dal secondo Tomás, Carlos e Jorge Brown. Quest'ultimo, versatile difensore-attaccante, arrivò più tardi a vestire la maglia della Nazionale.

### 1900-1901

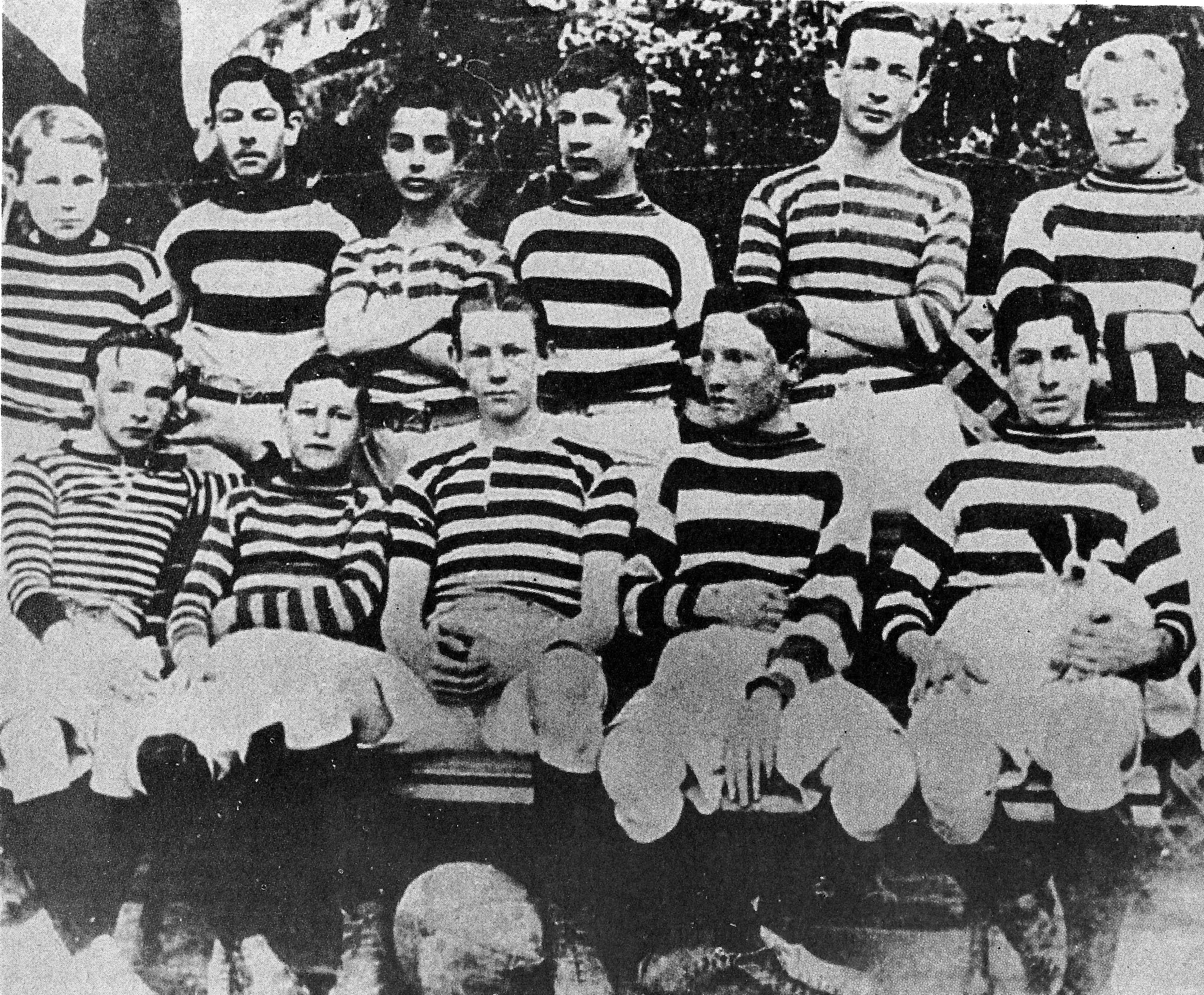
La squadra della Buenos Aires English High School

Il torneo del 1900 inaugurò una serie di vittorie che si concluse undici anni più tardi con lo scioglimento dell'Alumni. Comprendeva quattro squadre, English High School (EHS), Lomas Athletic Club, Quilmes Athletic Club e Belgrano Athletic Club. Il Lobos, che aveva nella sua rosa molti ex alunni della EHS, venne escluso poiché non fu in grado di trovare un campo da gioco a Buenos Aires (le trasferte a Lobos, a 100 km dalla capitale, erano infatti difficoltosi per gli altri club). Visto che il Lobos non venne iscritto al campionato, parte dei giocatori di tale società passarono all'EHS. La compagine bianco-rossa debuttò il 20 maggio con il Lomas Athletic, pareggiando per 1-1: fu l'unica gara che l'English High School non vinse in quella stagione. Il 14 giugno superò 4-0 il Quilmes, il 9 luglio sconfisse per 2-1 il Lomas Athletic, il 22 dello stesso mese batté il Belgrano Athletic, e le ultime due vittorie giunsero con Quilmes (15 agosto, 5-0) e Belgrano (8 settembre, 3-0). L'Alumni ottenne così il primo titolo nazionale della sua storia.
Sempre nel 1900 venne creata la Copa Competencia Chevallier Boutell, detta anche Tie Cup, competizione internazionale che comprendeva squadre delle città di Buenos Aires, Rosario e Montevideo. L'English High School debió affrontò il Quilmes il 15 luglio, ai quarti di finale, e ottenuta la vittoria per 2-1, venne eliminato dal Rosario Athletic Club per 3-1 il 12 agosto.
Al termine della stagione la testata Buenos Aires Herald decise di assegnare un trofeo, denominato Herald Trophy, alla squadra che avesse riscosso la maggior popolarità in un sondaggio, effettuato tramite l'invio di un biglietto o tagliando recante il nome della squadra preferita. Il 31 luglio, a votazione conclusa, il vincitore risultò essere la English High School con 6.942 voti.

### 1901-1902
Nel 1901 la AAFL creò la terza serie, a cui partecipavano formazioni composte da giocatori al di sotto dei 17 anni. La federazione deliberò anche che le squadre delle scuole dovessero iscriversi a tale categoria. Pertanto, il Club Atlético English High School decise di cambiar nome in Alumni Athletic Club, così da evitare la retrocessione. Tale nome fu proposto dall'ex allievo Carlos Bowers, che negli Stati Uniti aveva avuto contatti con la Alumni Association, organizzazione riservata ad ex allievi di istituti. Sino al 1906 la squadra si iscrisse al campionato sotto il nome Alumni Football Team, mentre negli anni successivi divenne Alumni Athletic Club.
La Copa Campeonato 1901 si svolse tra il 19 maggio e il 30 agosto. Ancora una volta, a prendervi parte furono quattro compagini: Belgrano Athletic, Lomas Athletic, Quilmes e Alumni. Il primo incontro dell'Alumni ebbe luogo il 6 giugno contro il Belgrano, in trasferta, e terminò con la vittoria per 1-0. Anche in questa stagione l'Alumni ottenne il titolo senza subire sconfitte: con il Quilmes, vinse 1-0 e 3-1; l'altra gara con il Belgrano finì 2-0; con il Lomas arrivarono due successi, 2-0 e 1-0. Al termine dell'annata contò 12 punti, 10 reti segnate e una subita.
Partecipò poi alla seconda edizione della Tie Cup, vincendo anch'essa; l'incontro inaugurale fu contro il Lomas, sconfitto per 4-0; nelle semifinali superò il Central Uruguay Railway Cricket Club, con il punteggio di 1-0. Infine, il 25 agosto vinse per 2-1 la gara finale contro il Rosario Athletic Club, disputata nello stadio del Lomas. Fu dunque la prima vittoria in una manifestazione internazionale.

### 1902-1903
Il 25 maggio esordì contro il Lomas Athletic, in trasferta; i risultati di molti degli incontri della Copa Campeonato 1902 sono sconosciuti, ma è noto che l'unico pareggio registrato dall'Alumni fu quello con il Belgrano del 22 giugno per 1-1. Vinse tutte le altre gare, e ottenne pertanto il terzo trofeo negli ultimi tre anni.
La terza edizione della Tie Cup vide disputarsi la prima partita tra Alumni e Barracas: il pareggio per 1-1 dell'8 giugno fece sì che si dovesse tenere uno spareggio, che si risolse con la vittoria per 2-0 dell'Alumni. Ai quarti superò il Lomas per 2-0, e in semifinale batté il CURCC con il medesimo punteggio. La finale fu tra Alumni e Rosario Athletic al campo della Sociedad Hípica Argentina il 24 agosto; dopo il pareggio per 1-1 si rigiocò il 28 settembre, e ad avere la meglio fu il Rosario.

### 1903-1904
Altra annata che vide l'Alumni vincere il campionato: stavolta, però il club non rimase imbattuto. Alle nove vittorie si aggiunse la sconfitta contro il Belgrano Athletic, che il 26 luglio sconfisse l'Alumni per 1-0, quando la società bianco-rossa aveva già ottenuto la certezza matematica della vittoria finale.
Nella Tie Cup l'Alumni registrò un altro successo: sconfisse, nell'ordine, Belgrano ai quarti di finale (6-1), Nacional in semifinale (1-0), e Rosario Athletic in finale (3-2).

### 1904-1905
A livello di risultati questa stagione fu una delle peggiori: nella Copa Campeonato l'Alumni chiuse al secondo posto, dietro al Belgrano Athletic, che vinse il titolo con sei punti di vantaggio. Il club mise a referto 5 vittorie, 3 pareggi e 2 sconfitte, con 18 gol segnati e 9 subiti. Alfredo Brown realizzò 11 gol e divenne capocannoniere del torneo.
Nella Tie Cup, invece, venne sconfitto 1-0 ai quarti dal Barracas, dopo aver battuto il Quilmes per 2-0. La mancanza di trofei vinti in quest'annata fece pensare a uno scioglimento della squadra, ma alle ipotesi non fecero seguito dei fatti concreti.

### 1905-1906
L'Alumni torna a vincere la Copa Campeonato. Si registrarono due nuovi acquisti, quelli del portiere José Buruca Laforia e dell'attaccante Carlos Lett. Nel torneo la squadra totalizzò 21 punti, con 10 vittorie, un pareggio e una sconfitta: il Belgrano, secondo classificato, si fermò a 18. Le vittorie arrivarono contro il Lomas (7-1 e 11-1), Reformer (14-0 e 3-0), Quilmes (1-0 e forfait), Estudiantes (3-0), Belgrano (2-0) e Barracas (doppio forfait); il pareggio fu con l'Estudiantes (1-1), mentre la sconfitta la inflisse il Belgrano, che superò per 5-1 l'Alumni. Carlos Lett divenne capocannoniere del campionato con 12 gol.
Nella Tie Cup l'Alumni fu estromesso dal torneo in semifinale dal CURCC, che il 13 agosto vinse per 1-0. Allorché fu creata la Copa de Honor Cousenier, l'Alumni vi si iscrisse: grazie alle vittorie con Estudiantes de Buenos Aires (4-1), Belgrano Athletic (3-1) e Quilmes (1-0) superò la Copa de Honor Municipalidad de Buenos Aires, la prima fase. Qualificatosi alla finale, perse il 10 settembre contro il Club Nacional de Football per 3-2.

### 1906-1907
Il campionato argentino subì dei cambiamenti strutturali: dal girone unico si passò a due gruppi preliminari che davano l'accesso alla gara finale. L'Alumni venne inserito nel gruppo B con Quilmes, Belgrano Athletic, Argentino de Quilmes e Belgrano Extra. Ottenne la qualificazione grazie alla vittoria nel girone, con 14 punti (7 vittorie e una sconfitta). Eliseo Brown, uno dei fratelli, divenne il miglior marcatore del torneo con 8 gol.
La partecipazione alla Tie Cup vide l'Alumni opporsi all'Estudiantes al primo turno: vinse l'incontro per 4-2. Ai quarti superò 2-1 il Belgrano Extra, e in semifinale arrivò il successo con il Montevideo Wanderers per 2-0. La finale venne disputata il 30 agosto nel campo del Quilmes tra Alumni e Belgrano: per la compagine bianco-rossa fu una netta vittoria, con il risultato di 10-1.
Nella seconda edizione della Copa de Honor Cousenier, l'Alumni arrivò in finale dopo aver sconfitto Rosario Central (6-1), Argentino de Quilmes (2-0) e Estudiantes (3-1). All'atto conclusivo del torneo, il 16 settembre, tra Nacional e Alumni ci fu un pareggio: pertanto, il 14 ottobre si giocò la "bella", che vide gli argentini vincere per 3-1. Questa vittoria in Copa de Honor fu anche l'unica per la squadra in tale competizione; in seguito al fischio finale, ci furono degli incidenti tra tifosi. L'Alumni divenne il primo club a vincere le tre manifestazioni nella stessa stagione. Altre due squadre, in seguito, riuscirono nel medesimo risultato: Nacional Montevideo nel 1915 e Boca Juniors nel 1920. Dopo la vittoria in Copa de Honor, il club decise di declinare gli inviti alle successive edizioni, dato il trattamento ricevuto a Montevideo.
Sempre nel 1906 l'Alumni divenne la prima squadra argentina a sconfiggere una squadra non sudamericana. Il 24 giugno si tenne una gara amichevole con una rappresentativa sudafricana nel campo della Sociedad Sportiva Argentina, che più avanti si trasformò nel Campo Argentino de Polo. Alla partita assistettero più di 10.000 spettatori, con la presenza anche del presidente argentino José Figueroa Alcorta. Ernesto Brown si infortunò al 15º minuto, e dovette lasciare il campo; nonostante all'epoca le sostituzioni non fossero contemplate dal regolamento, il capitano della selezione sudafricana offrì al capitano dell'Alumni Jorge Brown di rimpiazzare il fratello. La gara terminò 1-0 per l'Alumni, con gol di Alfredo Brown al 51º. Quella sera il quotidiano La Nación pubblicò una lettera di Patricio Browne, dirigente dell'Alumni:
(P. B. Browne, segretario del Club Alumni, 24 giugno 1906)

### 1907-1908
L'Alumni divenne nuovamente campione nella Copa Campeonato, ancora una volta senza subire alcuna sconfitta. Il torneo, disputato tra il 21 aprile e l'11 novembre, vide la società della English High School ottenere 17 vittorie e 3 pareggi (con Atlético Estudiantes (2-2), Belgrano Athletic (0-0) e Porteño (3-3). Il Barracas Athletic lasciò il campionato, e nel girone di ritorno ebbe quindi tutte le partite perse a tavolino. Di nuovo, fu Eliseo Brown il capocannoniere, con 24 marcature.
Nella Tie Cup ci furono delle modifiche: anziché inserire fin dal principio le squadre di paesi differenti, si optò per creare una fase preliminare che qualificasse una sola compagine per nazione. Così venne istituita la Copa de Competencia Jockey Club, che diventò il torneo per squadre argentine. L'Alumni raggiunge il titolo dopo le vittorie con Porteño (8-0) agli ottavi, Rosario Central (5-0) ai quarti, Reformer (5-0) in semifinale e Belgrano Athletic (4-2) in finale, giocata l'8 settembre. Il 29 settembre si tenne dunque la partita finale, che vide contrapposti Alumni e CURCC. Giocatasi nel campo del Ferro Carril Oeste, la gara terminò 3-1 in favore degli argentini.

### 1908-1909
Il club venne riformato a livello istituzionale: fino al 1908 esso era regolato dallo statuto del Club Atlético English High School, creato 10 anni prima. Quando si decise di riorganizzare il club, si dovette modificare lo statuto di conseguenza, adattandolo alle nuove esigenze. A livello sportivo arrivarono la vittoria in Copa Competencia e il secondo posto in Copa Campeonato.
In campionato la squadra giunse seconda con 27 punti, a 4 dal Belgrano Athletic, vincitore del torneo. I punti furono il risultato di 13 vittorie, un pareggio e 4 sconfitte. Il pareggio arrivò per 1-1 con il San Isidro, mentre le sconfitte si verificarono con Estudiantes (3-1 e 3-1) e Belgrano Athletic (4-0 e 1-0). Delle 74 reti segnate, 19 furono siglate da Eliseo Brown, che ancora una volta divenne il miglior marcatore stagionale.
In Copa Competencia debuttò il 28 maggio contro il San Martín, nei quarti, e vinse per 3-1. La vittoria giunse dopo aver superato il Belgrano Athletic (3-0) e l'Argentino de Quilmes (5-0). Il 6 settembre si giocò la finale della Tie Cup contro il Montevideo Wanderers, sul campo del Belgrano Athletic. Gli argentini ebbero la meglio per 4-0 e si aggiudicarono il trofeo per la terza volta consecutiva.

### 1909-1910
In questa stagione l'Alumni tornò alla vittoria in campionato. Essa fu determinata dalle 15 vittorie, 2 pareggi e una sconfitta che l'Alumni ottenne nelle 18 gare, con 32 punti che gli garantirono un vantaggio di 8 lunghezze sul secondo classificato, il River Plate. I pareggi furono con il Belgrano (1-1) e il San Isidro (1-1), mentre l'unica sconfitta con il River Plate (1-0). Su 74 gol, 17 furono del capocannoniere Eliseo Brown.
Nella Copa de Competencia Jockey Club superò Provincial agli ottavi (4-0), Rosario Central ai quarti (3-1), San Isidro in semifinale (3-2) e Newell's Old Boys in finale (5-1). In Tie Cup batté il CURCC per 4 reti a 0. L'Alumni giocò le proprie partite in casa nel campo del Club Atlético Banco de la Nación per tutta la stagione 1909-1910 e metà della 1910-1911. In seguito usò vari stadi, in particolar modo quello del Ferro Carril Oeste.
Negli ultimi mesi del 1909 sorsero ancora ipotesi di scioglimento, dovute alla stanchezza dei giocatori e alla difficoltà di reperire sostituti di valore nelle file degli ex-allievi.

### 1910-1911
La Copa Campeonato 1910 fu vinta dall'Alumni, che registrò così il nono titolo assoluto e il secondo consecutivo. I risultati subirono un lieve calo: delle 16 partite, la squadra ne vinse 10, pareggiò 5 volte e venne battuta una volta. I pareggi vennero ottenuti con San Isidro (0-0), Estudiantes (0-0), Porteño (1-1 e 3-3) e Gimnasia y Esgrima (2-2). L'unica sconfitta arrivò il 21 agosto con il San Isidro, che vinse per 2-0. Anche il numero di reti segnate si abbassò: dalle 74 delle stagioni precedenti a 42 nel 1910. Arnold Watson Hutton fu il miglior realizzatore con 13 reti.
Nella Copa Competencia si fermò ai quarti di finale; dopo la vittoria per 2-0 sul Belgrano agli ottavi, venne sconfitto dal Provincial per 3-2.

### 1911-1912
Questa fu l'ultima stagione dell'Alumni Athletic Club. Si ripeté la vittoria in campionato grazie ai 23 punti, frutto di 11 vittorie, un pareggio e 4 sconfitte: dato che il risultato era il medesimo del Porteño, si dovette giocare uno spareggio il 26 novembre sul campo del Club de Gimnasia y Esgrima de Buenos Aires. L'Alumni vinse 2-1 con reti di Alfredo Brown e Ernest Lett. L'Alumni vinse pertanto il 10º titolo nazionale della sua storia, e Lett fu uno dei capocannonieri con 10 gol.
In Copa Competencia la prestazione ricalcò quella dell'anno precedente: all'esordio con il Tiro Federal, il 28 maggio, arrivò la sconfitta per 2-1.

### Lo scioglimento

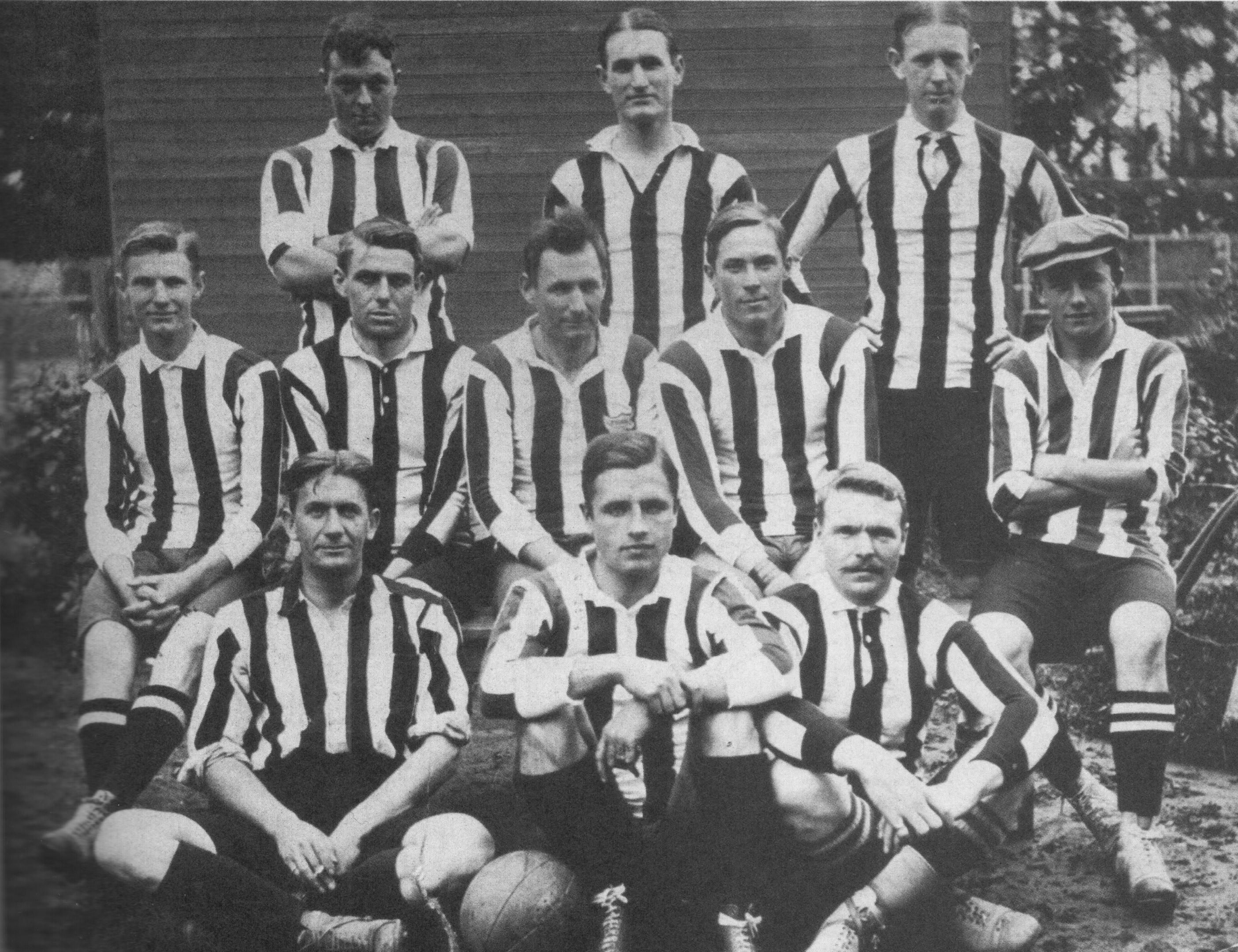
L'Alumni vinse 10 campionati nazionali nella sua storia

Nonostante la squadra fosse stata iscritta al campionato del 1912 della Asociación Argentina de Football, non si presentò né al primo incontro, previsto per il 14 aprile contro l'Estudiantes, né ai due seguenti, contro il Quilmes (21 aprile) e il Racing Club (28 aprile). Come da regolamento, la federazione, alla terza partita disertata, eliminò il club dal campionato. Molti giocatori della rosa migrarono al Quilmes, che vinse il torneo.
Le ragioni dello scioglimento sono da ricercare nello spirito dilettantistico del club: vi era al suo interno uno scarso ricambio di giocatori, dato che l'Alumni non poteva accogliere calciatori da altri club, ma solo ex allievi dell'istituto. Conseguentemente, alcuni membri della rosa sentirono il desiderio di allontanarsi e cercare una vita lontano dal calcio. Inoltre, il denaro ricavato dalla vendita dei biglietti, per volere dello stesso club, era destinato a opere di beneficenza, così che divenne arduo sostenere i costi d'affitto dei campi da gioco (stante l'assenza di un campo di proprietà).
L'assemblea che decise lo scioglimento del club si tenne il 24 aprile 1913 e, nonostante tutti i soci fossero stati convocati, solo 7 furono presenti.
(La Nación, 18-24 aprile 1913)
I fondi furono distribuiti in tal modo: $3.661,15 alle Escuelas Evangélicas Argentinas del señor W. C. Morris, $3.661,14 all'Hospital Británico, $1.000 al Patronato de la Infancia, $1.000 al Centro Bernardino Rivadavia, $1.000 alla Sociedad Popular de Educación de Avellaneda, $1.000 alla Asociación Damas del Taller la Providencia, $500 al Centro D. F. Sarmiento e $500 alla Comisión de gimnasia y ejercicios físicos di tale centro sportivo.
In seguito allo scioglimento l'Alumni giocò alcuni incontri di beneficenza; tra essi si contano quello contro il Belgrano (7 luglio 1913), contro il San Isidro (14 ottobre 1917) e contro i Veterani, il 15 settembre 1923.
Nel 1951 la Buenos Aires English High School decise di riprendere l'attività dell'Alumni, ma non praticando il calcio, bensì il rugby. Per fare ciò, chiesero l'autorizzazione dell'Asociación Alumni, una associazione di ex allievi presieduta da Carlos Bowers, ex giocatore del club. L'associazione accettò, e alcuni dei membri fornirono dei fondi perché il progetto potesse iniziare. Così fu istituita la Asociación Alumni, che vinse cinque tornei della URBA e che è riconosciuta quale continuazione dell'Alumni Athletic Club.

## Evoluzione della divisa
La prima divisa della squadra della English High School era basata su quella utilizzata all'interno della scuola: maglietta bianca a righe orizzontali rosse. Nel 1901, con il cambio di denominazione, si modificò di conseguenza la tenuta da gioco: le righe divennero da orizzontali a verticali. Il 25 giugno 1905, in occasione di un incontro con il Nottingham Forest, venne inaugurata una nuova maglietta, dotata di righe più spesse ma meno fitte. Nel 1909 ci fu l'ultimo cambiamento: lo spessore delle righe aumentò, così che quelle rosse divennero 4 e quelle bianche 3. I pantaloncini erano solitamente di colore bianco, anche se vennero utilizzati anche in nero e in azzurro chiaro.
| 1893-1900 | 1901-1905 | 1905-1909 | 1909-1911 |

## Palmarès

### Competizioni nazionali
- Campionato argentino: 10

1900, 1901, 1902, 1903, 1905, 1906, 1907, 1909, 1910, 1911
- Copa de Competencia Jockey Club: 3

1907, 1908, 1909
- Copa de Honor Municipalidad de Buenos Aires: 2

1905, 1906

### Competizioni internazionali
- Tie Cup: 6  (record)

1901, 1903, 1906, 1907, 1908, 1909
- Copa de Honor Cousenier: 1

1906

### Altri piazzamenti
- Campionato argentino:

Secondo posto: 1904, 1908